# دیو گناس
دیو گناس (انگلیسی: Dave Gnaase؛ زادهٔ ۲۶ دسامبر ۱۹۹۶) بازیکن فوتبال اهل آلمان است.